# Richie Adubato
Richard Adam Adubato, detto Richie (Irvington, 23 novembre 1937), è un allenatore di pallacanestro statunitense, professionista nella NBA.